# Handtalk
HandTalk ist ein kommerzielles Computerprogramm für das Brettspiel Go. Programmierer ist Chen Zhixing (* 1931), Professor für Chemie an der Universität Guangzhou.
HandTalk wurde 1993 erstmals veröffentlicht. Lange Zeit galt es als spielstärkstes Go-Programm, unter anderem weil es in den Jahren 1996 und 1997 World computer Go champion wurde. 1999 hat Chen Zhixing das Programm vollständig überarbeitet und unter dem Titel GoeMate neu veröffentlicht. In den Jahren 2001 und 2002 gewann das Programm erneut die Weltmeisterschaft für Go-Programme. Die neuste Version wird unter dem Namen Wulu vertrieben.
Der Name HandTalk ist die englische Übersetzung von Shou tan bzw. shodan, eines literarisch seit dem 5. Jahrhundert in China und Japan gebräuchlichen Ausdrucks für das Spiel Go selbst.